# Nyctiplanes
Nyctiplanes és un gènere monotípic d'arnes de la família Crambidae. Conté només una espècie, Nyctiplanes polypenthes, que es troba a Austràlia, on s'ha registrat a Queensland.